# اندیس آنومالی دره دزدان
آنومالی دره دزدان یک اندیس فلزی است که در حوالی شهر جیان استان فارس قرار دارد و مادهٔ معدنی موجود در آن، طلا است.سنگ میزبان این اندیس ماسه سنگ، شیل، کنگلومرا و شیل آهکی است  در این اندیس، پاراژنز‌های مالاکیت، پیریت، منگنیت، گالن، باریت یافت می‌شوند.